# テンガイハタ

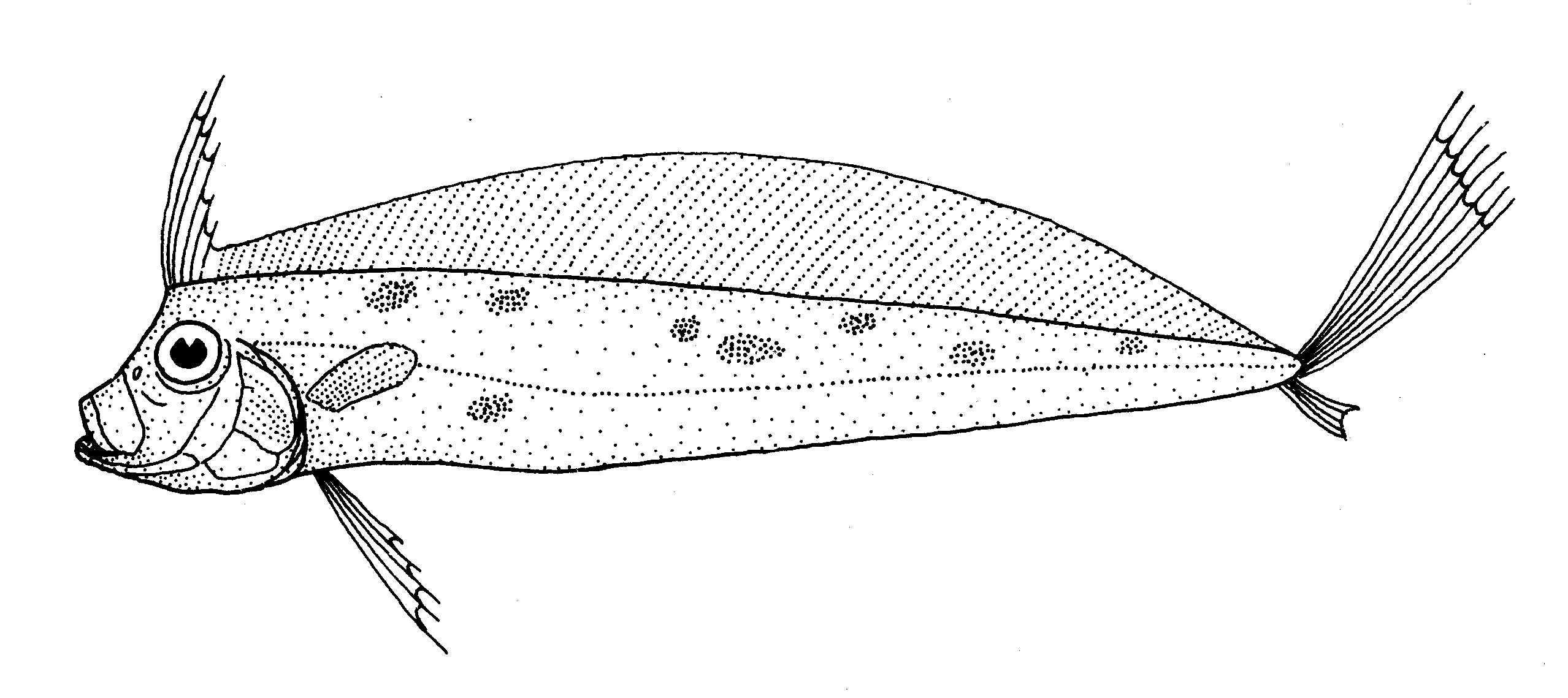
若魚

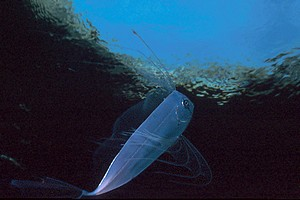
表層を漂う幼魚期

テンガイハタ（天蓋羽太 学名 Trachipterus trachypterus ）は条鰭綱アカマンボウ目フリソデウオ科の魚類の一種。

## 生息地
関東以南の太平洋全域、ニュージーランド近海や、アフリカやインド洋、地中海などの沖合の中層に生息しているといわれる。
他のフリソデウオ科の魚のように、台風や大時化の後に、幼魚や成魚が稀に沿岸に漂着する他、稀に漁獲され、市場に出ることもある。

## 特徴
大型の魚類であり、体型が細長く、体長は大きいもので2mを優に越える。
銀白色の体色で、背びれは朱色。成魚は体が横に扁平となり、眼は吻長より大きい。尾鰭はやや小さい。
幼魚では頭部近くの背鰭が大型化、発達した腹鰭をもつ。尾鰭も大きく、体長の1/3ほどもあるが、成長するにつれて、腹鰭と頭部の背鰭が小さくなる。尾鰭も艶やかだった幼魚時代と比べると目立たなくなる。
幼魚時代は表層で浮遊生活を送り、成魚は中層を漂いながら、立ち泳ぎする姿勢で、伸縮する口を持って、動物性プランクトンや、浮遊性甲殻類を食べると思われる。
ハタという名前は付いていても、スズキ目のハタとは類縁関係は遠く、なぜこの名がついたのかは明らかでない。

## 利用
アカマンボウ目の魚類は滅多に漁獲されないため食用価値が少ないが、その中にあって本種は稀にではあるが漁獲されており、食用に利用される事がある。
体は白身で柔らかい上に、水分が多いので、鍋物にしたり、水抜きをして刺身や焼き魚として食べると言われる。